# Iva Poláčková Šolcová
Iva Poláčková Šolcová je česká sociální psycholožka, která působí v Psychologickém ústavu AV ČR a na Fakultě humanitních studií UK. Zabývá se afektivními procesy, motivací, mezikulturní psychologií a celoživotním vývojem.

## Profesní život
Iva Poláčková Šolcová vystudovala Fakultu humanitních studií Univerzity Karlovy a psychologii na Filozofické fakultě UK. Habilitovala se v oboru sociální psychologie v roce 2018, titul Ph.D. získala v roce 2013. Pracuje jako vedoucí vědecká pracovnice v Psychologickém ústavu Akademie věd ČR, přednáší na Fakultě humanitních studií UK a působí na Institutu sociálního zdraví Univerzity Palackého v Olomouci. Podílela se na řešení řady národních i mezinárodních projektů zaměřených na kosmickou psychologii (Mars 500). O psychologii kosmonautů a přípravách na izolaci během vesmírné mise publikovala řadu studií a mluvila o nich mj. také v podcastu Czech Space News. Další oblastí jejího vědeckého zájmu jsou emoce a celoživotní vývoj člověka (integrita ega ve stáří, generativita, optimální dospívání a vývoj identity ad.). Působí v Národním institutu SYRI. Časopis Forbes ji zařadil mezi TOP české vědkyně 2023.

## Výběr publikací, chronologicky
- POLÁČKOVÁ ŠOLCOVÁ, Iva. Psychologické souvislosti fyzikálních a fyziologických determinant výkonnosti člověka v kosmu. Československá psychologie. Psychologický ústav AV ČR, 2012, roč. 56, čís. 2, s. 119–131. ISSN 0009-062X.[3]
- POLÁČKOVÁ ŠOLCOVÁ, Iva; LAČEV, Alek a ŠOLCOVÁ, Iva. Study of individual and group affective processes in the crew of a simulated mission to Mars: Positive affectivity as a valuable indicator of changes in the crew affectivity. Acta Astronautica. 2014, 100, 57–67 doi:10.1016/j.actaastro.2014.03.016
- POLÁČKOVÁ ŠOLCOVÁ, Iva; ŠOLCOVÁ, Iva; STUCHLÍKOVÁ, Iva. The story of 520 days on a simulated flight to Mars. Acta Astronautica. 2016 September–October, roč. 126, s. 178–189. Dostupné online. doi:10.1016/j.actaastro.2016.04.026. (anglicky)
- POLÁČKOVÁ ŠOLCOVÁ, Iva. Emoce: regulace a vývoj v průběhu života: funkce a zákonitosti emocí, sociální a kulurní souvislosti, měření emocí. 1. vyd. Praha: Grada, 2018. 237 s. (Psyché). Dostupné online. ISBN 978-80-247-5128-3.
- KRYS, Kuba; YEUNG, June Chun; CAPALDI, Colin A. et al. Societal emotional environments and cross-cultural differences in life satisfaction: A forty-nine country study [Společenské emocionální prostředí a mezikulturní rozdíly v životní spokojenosti: studie čtyřiceti devíti zemí.]. The Journal of Positive Psychology. 2022-01-02, roč. 17, čís. 1, s. 117–130. Dostupné online. ISSN 1743-9760. doi:10.1080/17439760.2020.1858332.